# Hafnarfjörður
Hafnarfjörður hoặc Hafnarfjordur ['hapnarˌfjœrðør̥] là thành phố cảng của Iceland, nằm ở bờ tây nam, phía nam thành phố Reykjavík chừng 10 km. Thành phố có 25.434 cư dân (29.2.2008) và là thành phố đông dân thứ ba ở Iceland sau Reykjavík và Kópavogur.

## Lịch sử
Tên Hafnarfjörður có nghĩa là Vịnh hẹp có Cảng, vì có 1 Cảng tự nhiên rất đẹp. Tên thành phố được ghi trong Sổ "Landnámabók" - sổ ghi khoảng 3.000 tên người và 1.400 địa danh ở Iceland - được viết vào cuối thế kỷ 12.
Các người Anh bắt đầu tới buôn bán ở Hafnarfjörður trong thế kỷ 15, rồi tới các người Đức tới đây buôn bán và hất cẳng các người Anh. Sau đó Liên đoàn Hanse thắng thế cho tới năm 1602, khi vương quốc Đan Mạch thiết lập độc quyền thương mại ở Iceland tới cuối thế kỷ 18. Trong thời kỳ này, Hafnarfjörður là trung tâm buốn bán của toàn quốc.
Năm 1793, Bjarni Sívertsen tới đây định cư, mở ra nghề đánh bắt và chế biến cá, và trở thành nhà buôn đầy thế lực. Ông ta đã được gọi là "cha đẻ của Hafnarfjörður" với tên hiệu "Sir Bjarni." Thành phố tiếp tục phát triển nhờ kỹ nghệ đánh bắt và chế biến cá.
Một xa lộ nối giao thông giữa Reykjavík và Hafnarfjörður được xây dựng hoàn tất năm 1898.
Năm 1890 Hafnarfjörður có 616 cư dân và là một trong những thị trấn lớn nhất ở Iceland. Khi Hafnarfjörður chính thức trở thành thị xã ngày 1 tháng 6 năm 1908 thị xã này có 1400 cư dân. Năm 1920 Hafnarfjörður có 2366 cư dân, năm 1940 có dân số 3686 người, dân số năm 1960 là 7160 người và năm 1980 là 12312 người.
Năm 1908, thành phố được chính thức nâng lên hàng thị xã.
Nhà máy thủy điện đầu tiên của Iceland được xây dựng ở Hafnarfjörður năm 1904 và năm 1912 Cảng Hafnarfjörður được mở rộng cho các tàu lớn.

## Kinh tế
| 1910 | 1.547  |
| 1920 | 2.366  |
| 1930 | 3.591  |
| 1940 | 3.686  |
| 1950 | 5.087  |
| 1960 | 7.160  |
| 1970 | 9.696  |
| 1980 | 12.205 |
| 1990 | 15.151 |
| 2000 | 19.640 |
| 2008 | 25.107 |

Cách Hafnarfjörður 2 km là nhà máy luyện nhôm của Công ty nhôm Rio Tinto Alcan (Canada), được thành lập năm 1969. Nhà máy này đang xin mở rộng để trở thành nhà máy luyện nhôm lớn thứ tư châu Âu. Nhà máy này đã tạo công ăn việc làm cho dân thành phố Hafnarfjörður.
Sau thế chiến thứ hai, kỹ nghệ đánh bắt và chế biến cá của thành phố càng phát triển nhờ các đội tàu kéo lưới rà lớn. Ngày nay thành phố là một trong các trung tâm đánh bắt và chế biến cá lớn nhất nước và Cảng của thành phố là Cảng xuất nhập hàng lớn thứ nhì Iceland.

## Văn hóa
Hafnarfjörður ngày nay được coi là thủ đô nhạc rock n' roll của Iceland. Các ban nhạc như Botnleðja, Jet Black Joe, HAM, Sign, Úlpa, Lada Sport và Jakobínarína đều xuất phát từ Hafnarfjörður.
Thành phố cũng là quê hương của ca sĩ nhạc pop người Iceland Björgvin Halldórsson và diễn viên Stefán Karl Stefánsson, nổi tiếng trong vai Robbie Rotten trong loạt phim truyền hình dành cho thiếu nhi mang tên LazyTown.
- Bright days vào tháng 5 hàng năm Bright Days festival is held, gồm các buổi trình diễn nhạc và chiếu phim ngắn vv...
- Viking festival, được tổ chức vào ngày hạ chí hàng năm. Tiệm ăn và quán rượu Fjörukráin khai mạc lễ hội này. Các du khách quốc tế tới đây xem biểu diễn trang phục của người Viking, đấu kiếm vv...

## Thành phố kết nghĩa
Hafnarfjörður kết nghĩa với:
- Akureyri, Iceland
- Bærum, Na Uy
- Thành phố Hồ Chí Minh, Việt Nam
- Cuxhaven, Đức
- Frederiksberg, Đan Mạch
- Hämeenlinna, Phần Lan
- Ilulissat, Greenland
- Juanjui, Peru
- Tartu, Estonia
- Tvøroyri, Quần đảo Faroe
- Uppsala, Thụy Điển